# Bakwé jezik
Bakwé jezik (ISO 639-3: bjw), nigersko-kongoanski jezik uže skupine kru, kojim govori oko 10 300 ljudi (1993 SIL) na području regije Bas-Sassandra u departmanima Sassandra, Soubre i San Pedro u Obali Bjelokosti.
Najsličniji mu je jezik godié [god]. Ima više dijalekata: defa, deple, dafa, nigagba i nyinagbi. Zajedno s jezikom wané [hwa] čini istočnokujsku podskupinu bakwe.

## Vanjske poveznice
- Ethnologue (14th)
- Ethnologue (15th)